# Eduard Fally
Eduard Fally (* 23. Oktober 1929 in Wien; † 22. März 2006 in Graz) war ein österreichischer General.

## Leben
Fally wurde 1929 in Wien geboren und besuchte hier die Volksschule und das Realgymnasium, wo er 1948 maturierte. Danach war er bis 1956 Polizeibeamter in der Bundespolizeidirektion Wien. Im Oktober 1956 trat Fally in das Österreichische Bundesheer ein und besuchte die Militärakademie in Enns, wo er am 1. Jänner 1958 als Leutnant ausgemustert wurde. 
Danach fungierte er bis 1963 als Adjutant und Kompaniekommandant beim Jägerbataillon 17 in Straß. Von 1963 bis 1966 besuchte Fally den 4. Generalstabskurs der Landesverteidigungsakademie in Wien und wurde 1966 Hauptmann des Generalstabsdienstes. In weiterer Folge wechselte er als Stabschef zum 5. Jägerbrigadekommando nach Graz, wo er bis 1977 verblieb. 
Am 1. Dezember 1977 kam Fally zum Korpskommando I nach Graz und wurde dort 1980 zum Stabschef und Brigadier befördert. Im April 1985 wurde er nach erfolgreicher Amtsführung zum Korpskommandanten (heute Generalleutnant) befördert. Als Korpskommandant war Fally für die Führung des Bundesheereinsatzes zur Grenzsicherung gegen das ehemalige Jugoslawien im Sommer 1991 verantwortlich, wo er sich durch sein Führungs- und Organisationstalent auszeichnete. 
Fally war ebenfalls für die Führung des seit September 1990 andauernden Assistenzeinsatzes des Bundesheers an der österreichisch-ungarischen Staatsgrenze im Burgenland verantwortlich. Nach einer erfolgreichen Karriere beim Österreichischen Bundesheer ging er 1994 in den Ruhestand.
General Eduard Fally konnte durch sein soziales Engagement für junge Soldaten das Vertrauen der österreichischen Bevölkerung in das Bundesheer sowie die Notwendigkeit einer militärischen Landesverteidigung stärken. Weiters war Fally langjähriger Vizepräsident des steirischen Roten Kreuzes.

## Ehrungen (chronologisch)
- Goldenes Ehrenzeichen für Verdienste um die Republik Österreich (1978)
- Großes Ehrenzeichen für Verdienste um die Republik Österreich (1983)
- Großes Goldenes Ehrenzeichen des Landes Steiermark (1985)
- Großes Goldenes Ehrenzeichen für die Verdienste um die Republik Österreich[1] (1990)
- Ernennung zum Bürger der Stadt Graz (1992)